# Głaźna Czuba
Głaźna Czuba (słow. Piargová veža, niem. Schrofenturm, węg. Kőtáblás-torony) – szczyt o wysokości ok. 2095 m w głównej grani Tatr, w jej fragmencie zwanym Szpiglasową Granią. Wznosi się pomiędzy przełęczami Głaźne Wrótka (ok. 2090 m) i Wrota Chałubińskiego (2022 m). Stoki północno-wschodnie opadają do Doliny za Mnichem, południowo-zachodnie do Doliny Ciemnosmreczyńskiej (Temnosmrečinská dolina), a dokładniej nad Wyżni Ciemnosmreczyński Staw (Vyšné Temnosmrečinské pleso).
Jest to niewybitne wzniesienie o prawie poziomej grani długości około 50 m. Dawniej było bezimienne. Dopiero Bernard Uchmański w 1963 r. wprowadził nazwę Głaźna Turnia. W 1984 r. Witold Henryk Paryski zmienił ją na Głaźna Czuba.

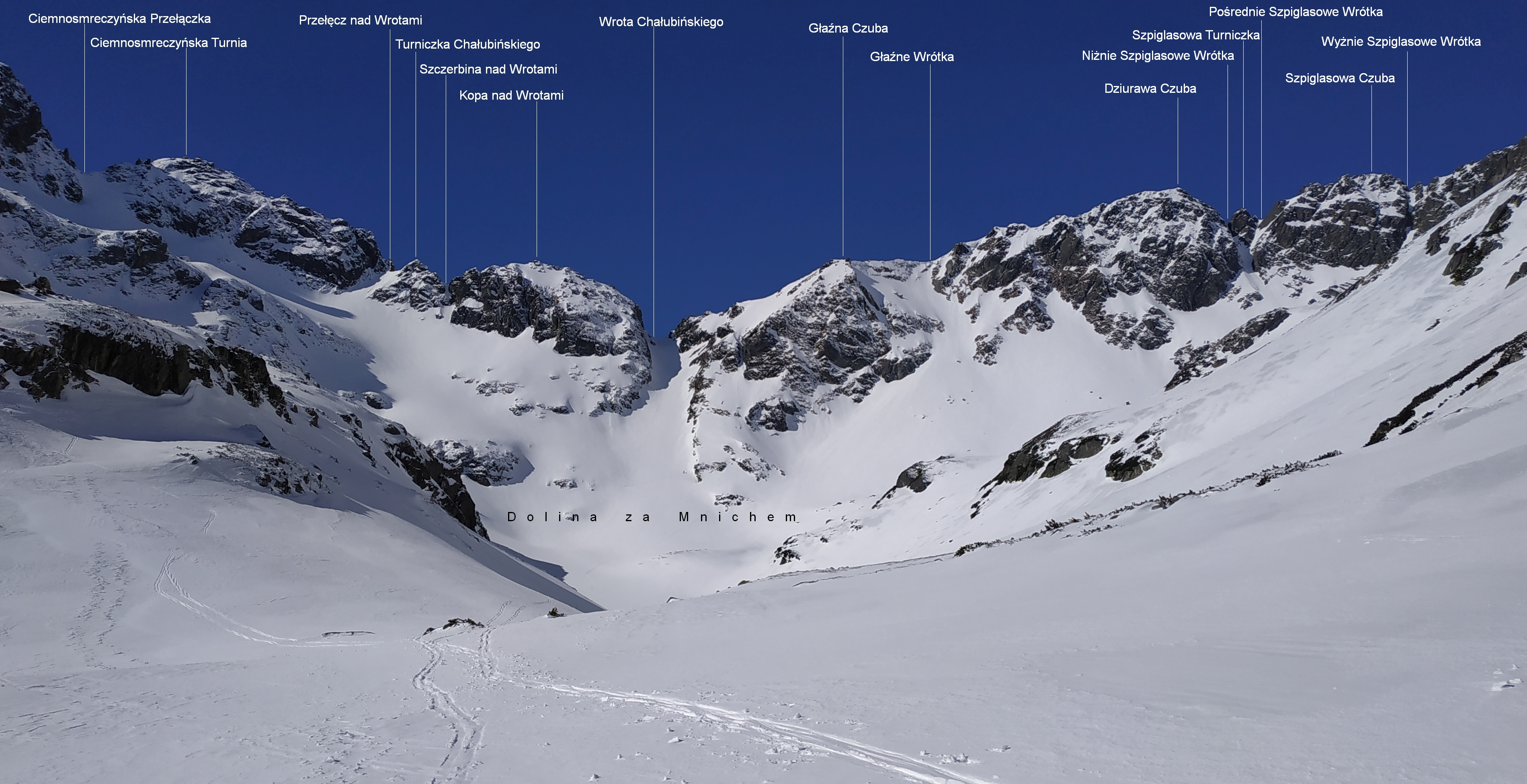
Widok z północnego wschodu

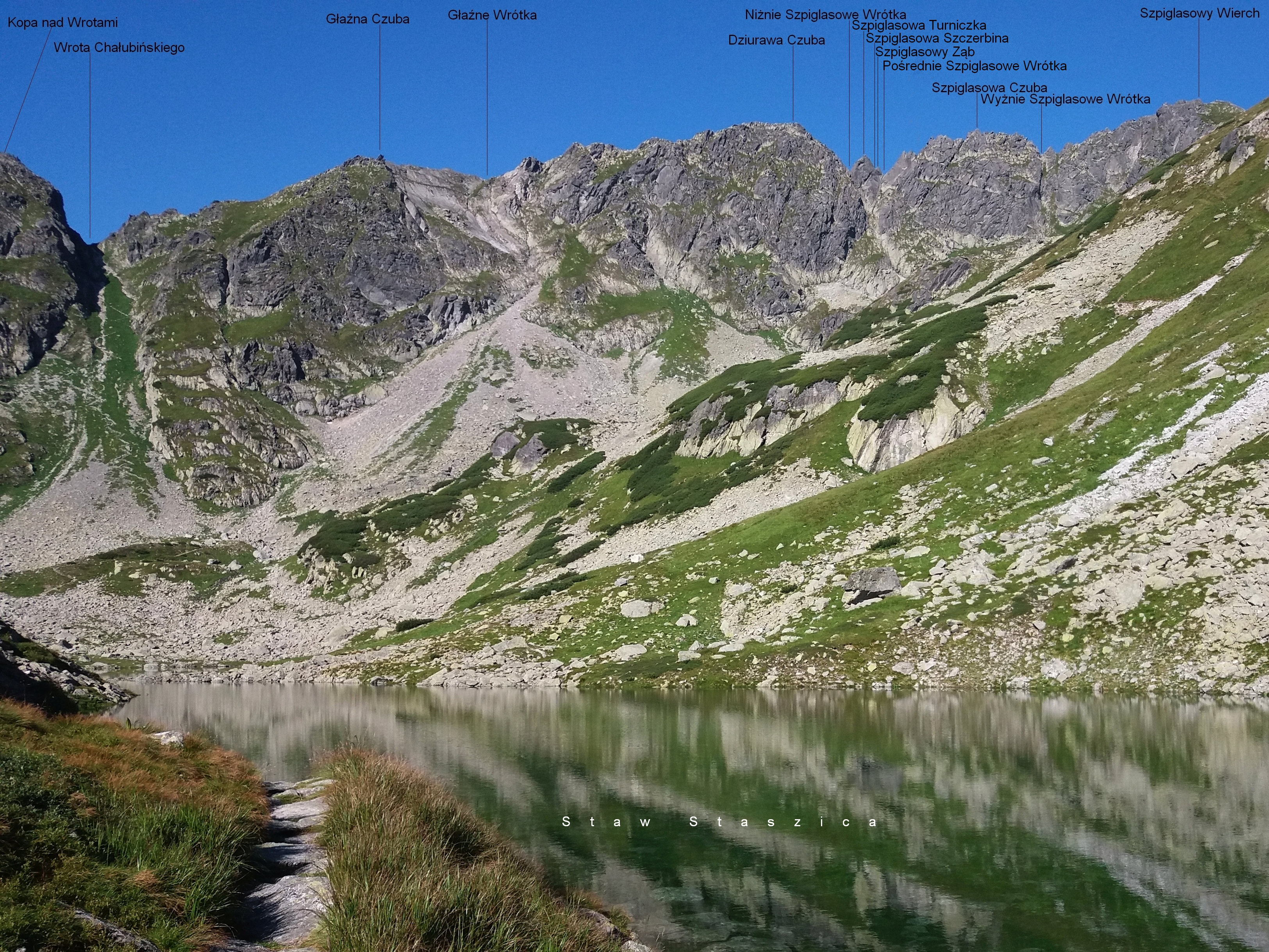
Widok z Doliny za Mnichem

Nad Doliną za Mnichem wznosi się na wysokość około 80 – 180 m (wyżej po wschodniej stronie). W prawej (patrząc od dołu) części znajdują się olbrzymie płyty opadające do depresji spod Głaźnych Wrótek. Środkową częścią ściany z Doliny za Mnichem prowadzi droga wspinaczkowa (III w skali tatrzańskiej). Pierwsze przejście letnie: Władysław Cywiński i Piotr Niedziałek 18 października 2001 r. Pierwsze przejście zimowe: Stefan Banaszkiewicz i Andrzej Skłodowski 15 marca 2002 r. Trzy inne drogi prowadzą wschodnią stroną ściany: drogą Byczkowskiego (IV), lewym kominem (II) i północno-wschodnim żebrem (II). Od strony słowackiej są dwie drogi; z brzegu nad górną i dolną częścią Wyżniego Stawu Ciemnosmreczyńskiego. Obydwie łatwe (0).
Przejście od Wrót Chałubińskiego granią Głaźnej Czuby jest łatwe (0+), nie prowadzi jednak tędy żaden szlak turystyczny. Cała Szpiglasowa Grań jest zamknięta również dla taterników.